# Шульц, Эрвин
Эрвин Вильгельм Шульц (нем. Erwin Wilhelm Schulz; 27 ноября 1900, Берлин, Германская империя — 11 ноября 1981, Бремен, ФРГ) — бригадефюрер СС, генерал-майор полиции, командир айнзацкоманды 5, входившей в состав айнзацгруппы C и осуществлявшей массовые убийства на Украине.

## Биография
Эрвин Шульц родился 27 ноября 1900 года в семье административного инспектора. На протяжении Первой мировой войны он посещал Кёльнскую гимназию в Берлине. В апреле 1918 года записался добровольцем на фронт, но после прохождения краткой военной подготовки в боевых действиях участия не принимал. Потом изучал право в Берлине, однако после двух семестров прекратил учёбу и присоединился к добровольческому корпусу Оберланд. В 1922 году работал в банке Дрездена. В 1923 году поступил на службу в бременскую полицию. В 1926 году стал лейтенантом охранной полиции. 1 мая 1933 года вступил в НСДАП (билет № 2902238). 20 апреля 1935 года был зачислен в ряды СС (№ 107484) и СД. В 1938 году дослужился до звания штурмбаннфюрера и получил чин правительственного советника. С 1935 по 1939 год был руководителем отделения гестапо в Бремене. В 1940 году стал инспектором полиции безопасности и СД в Гамбурге. В марте 1941 года руководил школой полиции безопасности и СД в Шарлоттенбурге. В мае 1941 года его начальник Бруно Штреккенбах назначил его командиром айнзацкоманды 5 в составе айнзацгруппы C, действовавшей на территории Украины. Его подразделение было причастно к убийствам евреев во Львове, Дубно, Житомире и Бердичеве. В ноябре 1941 года получил звание оберфюрера. В 1943 году стал руководителем отдела IB (образование и воспитание) в Главном управлении имперской безопасности. С 1 по 28 мая 1944 года был заместителем Эрвина Рёзенера — высшего руководителя СС и полиции «Альпенланд».

### После войны
После войны был арестован. 10 апреля 1948 года на процессе по делу айнзацгрупп был приговорён к 20 годам тюремного заключения. В 1951 году срок был сокращён до 15 лет. 9 января 1954 года был освобожден досрочно из Ландсбергской тюрьмы.